# Tiroler Heimatblätter
Die Tiroler Heimatblätter sind eine halbjährlich erscheinende Publikation zur Heimatkunde von Tirol.

## Geschichte
Die Tiroler Heimatblätter wurden 1920 von den Heimatforschern Rudolf Sinwel und Eduard Lippott als Beilage zum Tiroler Grenzboten gegründet. Sie erscheinen seit 1924 als selbstständige Zeitschrift und werden seit 1925 vom Verein für Heimatschutz und Heimatpflege in Nord- und Osttirol herausgegeben, der bereits von 1917 bis 1923 die Mitteilungen des Vereins für Heimatschutz in Tirol herausgegeben hatte. 1942 und 1943 erschien das Medium unter der Bezeichnung Heimatblätter für den Reichsgau Tirol und Vorarlberg, die Publikation wurde in der Fortdauer des Zweiten Weltkrieges jedoch eingestellt.
Ab 1947 erschien die Zeitschrift wieder regelmäßig mit dem neuen Untertitel Monatshefte für Geschichte, Natur- und Volkskunde, bald danach jedoch nicht mehr monatlich, sondern vierteljährlich. Im Lauf der Jahrzehnte haben die Heimatblätter ihren anfänglich stark ausgeprägten Familienblatt-Charakter mehr und mehr abgelegt und sich in eine (populär)wissenschaftliche Richtung entwickelt.
Seit 2008 erscheint die Zeitschrift halbjährlich als Heft im DIN-A4-Format mit je 48 Seiten. Im Vergleich zum Jahrbuch Tiroler Heimat, das eine größere Rolle im regionalen wissenschaftlichen Diskurs spielt, wenden sich die Tiroler Heimatblätter an eine breitere Leserschaft.